# KBS청주방송총국
KBS청주방송총국(KBS淸州放送總局)은 충청북도 중남부 지역과 세종특별자치시 일부 지역을 방송권역으로 하는 한국방송공사의 지역방송총국이다. 지역총국 중 하나로, KBS충주방송국을 하부에 두고 있다.

## 개요
1945년 조선방송협회 청주방송국으로 개국하여 1986년 12월 KBS 공사직제개편으로 KBS청주방송총국으로 승격되었다. 2002년 10월에 신사옥을 준공하였다. 보도, 지역현안, 지역민 문제에 대한 시사교양적 프로그램을 자체제작하여 편성하고 있으며, 대부분의 방송은 KBS본사의 프로그램을 릴레이하여 편성한다.

## 연혁

### 1940년대
- 1945년 6월 16일 : 조선방송협회 청주방송국 개국 (호출부호 JBQK, 주파수 600㎑, 출력 50W, 청주군 청주읍 석교정)
- 1947년 10월 1일 : 호출부호를 HLKQ으로 변경
- 1948년 8월 6일 : 대한방송협회 청주방송국으로 명칭변경
- 1948년 10월 27일 : 방송국 이전 및 출력 증강 (남문로2가 73, 출력 500W, 호출부호 HLKQ)

### 1950년대
- 1950년 4월 10일 : 청주지방방송국으로 명칭변경
- 1950년 6월 25일 : 한국전쟁으로 방송시설 피양
- 1951년 3월 16일 : 방송시설 복구, 정규방송 재개
- 1957년 2월 14일 : 사옥을 남문로2가 92-13번지로 이전 (출력증강 1㎾, 주파수 920㎑, 호출부호 HLKQ)
- 1958년 6월 20일 : FM 중계망 설치 (주파수 49.9㎒, 수신중계)

### 1960년대
- 1962년 5월 15일 : 충주중계소 설치 (충주시 역전동 829, 주파수 1090㎑, 호출부호 HLCH)
- 1966년 7월 27일 : 식장산중계소 개소[1]
- 1966년 12월 20일 : 연주소 준공 및 이전 (청주시 사직동 604-26), 증평송신소 개소 (괴산군 증평읍 대동 1056, 주파수 1062㎑)

### 1970년대
- 1971년 4월 20일 : 제천중계소 개소 (주파수 860㎑, 출력 1㎾, 호출부호 HLCD)
- 1972년 11월 27일 : 영동중계소 개소 (주파수 630㎑, 출력 1㎾, 호출부호 HLAY)
- 1973년 3월 3일 : 한국방송공사 청주방송국 발족
- 1975년 9월 25일 : 증평송신소를 청원송신소로 이전
- 1976년 12월 17일 : 보은중계소 개소 (주파수 1100㎑, 출력 10㎾, 호출부호 HLQW)
- 1977년 11월 8일 : 보은중계소 주파수 변경 (1100㎑ → 800㎑)
- 1978년 1월 1일 : 단양중계소 개소 (주파수 1480㎑, 호출부호 HLQT)
- 1978년 7월 1일 : 1TV 송출 개시 (CH 10, 음성 출력 125W, 영상 출력 500W)[2]
- 1978년 10월 7일 : 가엽산 송신소 개소 (제1TV CH 12, 출력 1㎾)
- 1978년 11월 8일 : 사옥 이전 (사직동 604-26)

### 1980년대
- 1981년 7월 1일 : 가엽산송신소에서 3TV 송출개시 (CH 21, 출력 30㎾)
- 1981년 7월 3일 : 가엽산송신소에서 1라디오 표준FM 송출개시 (90.9MHz, 출력 1㎾)
- 1982년 3월 4일 : KBS청주 제1라디오 FM으로 수신가능, 잡음이 전혀 없는 표준FM(스테레오가 아닌 모노)으로도 동시에 방송
- 1982년 12월 29일 : 가엽산송신소에서 2TV 송출개시 (CH 30)
- 1983년 9월 3일 : 가엽산송신소에서 1FM 송출개시 (100.3㎒, 출력 3㎾)
- 1983년 12월 24일 : KBS청주 2TV 개국 (CH 24, 출력 5㎾)
- 1984년 7월 16일 : 직제개편에 따라 충주, 제천, 단양, 가엽산송신소를 충주방송국으로 편제
- 1984년 12월 1일 : 청원, 우암산, 식장산, 가엽산송신소의 운영을 KT로 이관
- 1984년 12월 23일 : 충주방송국 개국
- 1985년 1월 4일 : 제1TV 송신소 이전 (연주소 → 우암산송신소)
- 1986년 10월 17일 : 단양중계소를 신축한 시설로 이전
- 1986년 1월 21일 : 우암산송신소에서 1FM 개국 (94.1㎒, 1㎾)
- 1986년 12월 8일 : KBS 공사 직제 개편으로 KBS청주방송총국으로 명칭변경
- 1987년 1월 1일 : 김호성 아나운서 입사
- 1987년 11월 15일 : 충주방송국에서 TV방송 개시
- 1987년 11월 16일 : 제천중계소에 오픈스튜디오 설치 (제천시 문화원)
- 1988년 6월 1일 : 청원송신소, 우암산송신소, 가엽산송신소, 흑성산송신소, 식장산중계소의 운영을 청주방송총국으로 환원

### 1990년대
- 1990년 1월 1일 : 청주시의 TV수신료 징수 방식을 통합공과금제로 변경
- 1991년 12월 31일 : 청주방송총국 청사일부 증축 (96평)
- 1993년 10월 1일 : 식장산중계소의 운영을 대전방송총국으로 이관
- 1994년 2월 : 김윤혜 아나운서 입사
- 1994년 10월 28일 : 신규 TV 중계차 도입 (BLUE BIRD, CAM 4대)
- 1995년 11월 30일 : 청원송신소 청사개수 및 자동화 사업완료 (예비송신기 출력 증강 10㎾ → 50㎾)
- 1995년 11월 30일 : 보은중계소 청사개수 및 자동화 사업완료 (송신기 교체)
- 1995년 12월 9일 : 영동중계소 청사신축 및 자동화 사업완료 (송신기 교체)
- 1995년 12월 29일 : 청주방송총국 청사증축 (150평, 3층) 및 송출운영센터 준공
- 1996년 2월 1일 : 청원송신소, 보은중계소 원격운용 실시
- 1996년 2월 15일 : 영동중계소 원격운용 실시
- 1996년 3월 1일 : 송출운용센터 본격운영 (원격제어 및 감시,이동정비팀 운용)
- 1996년 5월 15일 : 직제규정 시행세칙 개정에 따른 송신운용부 신설
- 1996년 12월 17일 : 우암산송신소 1라디오 표준FM 신설 (주파수 89.3㎒)
- 1997년 5월 14일 : 1라디오 표준FM STL 신설, 청주연주소→우암산 송신소 : UHF TV(H/S) 설치, 청주연주소→가엽산 송신소 : UHF TV(H/S) 설치
- 1997년 12월 9일 : 우암산송신소 1TV 예비 송신기 교체
- 1998년 3월 1일 : 도권 TV 전송망 디지털화 운용 (충주 → 청주)
- 1999년 7월 28일 : 연주소 → 우암산송신소 1TV M/W, 1FM STL 교체
- 1999년 11월 10일 : 청주방송총국 신사옥 기공식
- 1999년 12월 3일 : 가엽산 송신소 자동화 사업 시행 완료 및 시험운용
- 1999년 12월 20일 : 청원송신소 송신기 교체 : KD-50, 50㎾
- 1999년 12월 24일 : 연주소 → 가엽산(송) 1TV M/W, 1FM STL 교체

### 2000년대
- 2000년 5월 30일 : 가엽산송신소의 운영을 자동화 (충주방송국 원격운용)
- 2000년 11월 6일 : 가엽산송신소 1라디오 표준FM의 운영을 충주방송국으로 이관 (FM 90.9㎒), 충주방송국에서 자체방송 시작
- 2002년 10월 4일: 성화동으로 사옥 이전
- 2003년 11월 7일 : KBS청주 제2라디오 (FM 90.9㎒, 호출부호 HLAC-SFM) 개국
- 2004년 8월 9일 : KBS청주 직제개편 실시 (편성제작팀, 보도팀, 기술팀, 총무팀)
- 2005년 12월 26일 : KBS청주 디지털TV방송 개시
- 2007년 : 최인희 (여) 아나운서 입사

### 2010년대
- 2011년 11월 20일 : HDTV 방송 개시
- 2012년 10월 2일 : 지상파 아날로그 TV 방송 종료
- 2013년 10월 16일 : 수도권, 강원특별자치도, 충청권 HDTV 주파수 재배치 실시

### 2020년대
- 2023년 12월 28일: 지상파 UHDTV 방송 개시[3]

## 방송 송출 시설망

### TV
충청북도 중·남부지역과 세종시 일부를 가시청권으로 한다.
- 1TV
  - 호출부호 : HLKQ-DTV
  - 가상채널 : 9-1
- 2TV
  - 호출부호 : HLAC-DTV
  - 가상채널 : 7-1

| 송신소        | UHD      | UHD      | UHD  | HD       | HD       | HD    | 송신소 위치                             | 비고  |
| 송신소        | 물리채널 | 물리채널 | 출력 | 물리채널 | 물리채널 | 출력  | 송신소 위치                             | 비고  |
| 송신소        | 1TV      | 2TV      | 출력 | 1TV      | 2TV      | 출력  | 송신소 위치                             | 비고  |
| ------------- | -------- | -------- | ---- | -------- | -------- | ----- | --------------------------------------- | ----- |
| 우암산 송신소 | CH 21    | CH 56    | 5kW  | CH 23    | CH 34    | 2kW   | 충북 청주시 상당구 수동 산2-1           | [ 4 ] |
| 백곡 소출력   | 예정     | 예정     | 예정 | CH 23    | CH 34    | 0.05W | 충북 진천군 백곡면 석현리               |       |
| 두태산 중계소 | 예정     | 예정     | 예정 | CH 28    | CH 29    | 90W   | 충북 진천군 초평면 용정리 산30-26       |       |
| 청천 중계소   | 예정     | 예정     | 예정 | CH 20    | CH 23    | 5W    | 충북 괴산군 청천면 덕평리 산38-14       |       |
| 미원 중계소   | 예정     | 예정     | 예정 | CH 44    | CH 46    | 20W   | 충북 청주시 상당구 미원면 미원리 산27-1 |       |
| 회북 중계소   | 예정     | 예정     | 예정 | CH ??    | CH ??    | 20W   | 충북 보은군 회인면 부수리 1-1 부수봉    |       |
| 금적산 중계소 | 예정     | 예정     | 예정 | CH 40    | CH 31    | 90W   | 충북 옥천군 안내면 오덕리 산1-1         |       |

아날로그TV
- 1TV
  - 호출부호 : HLKQ-TV

| 송신소        | 채널  | 채널  | 출력      | 송신소 위치                          |
| 송신소        | 1TV   | 2TV   | 출력      | 송신소 위치                          |
| ------------- | ----- | ----- | --------- | ------------------------------------ |
| 우암산 송신소 | CH 10 | CH 24 | 1kW / 5kW | 충북 청주시 상당구 수동 산2-1        |
| 청천 중계소   | CH 26 | CH 44 | 10W       | 충북 괴산군 청천면 선평리 산9-9      |
| 미원 중계소   | CH 59 | CH 51 | 10W       | 충북 청원군 미원면 미원리 산27-1     |
| 회북 중계소   | CH 26 | CH 20 | 10W       | 충북 보은군 회인면 부수리 1-1 부수봉 |
| 금적산 중계소 | CH 52 | CH 44 | 500W      | 충북 옥천군 안내면 오덕리 산1-1      |
| 보은 중계소   | CH 23 | CH 20 | 100W      | 충북 보은군 보은읍 풍취리 산11-5     |
| 속리 중계소   | CH 13 | CH 11 | 10W       | 충북 보은군 속리산면 사내리 산14-1   |
| 산외 중계소   | CH 7  | -     | 1W        | 충북 보은군 산외면 탁주리 산12       |
| 옥천 중계소   | CH 26 | CH 20 | 100W      | 충북 옥천군 옥천읍 삼청리 산33-3     |
| 청산 중계소   | CH 7  | CH 26 | 10W / 50W | 충북 옥천군 청산면 판수리 산15       |
| 영동 중계소   | CH 7  | CH 13 | 100W      | 충북 영동군 영동읍 회동리 산10       |
| 학산 중계소   | CH 40 | CH 31 | 10W       | 충북 영동군 학산면 박계리 472-2      |
| 추풍령 중계소 | CH 40 | CH 31 | 10W       | 충북 영동군 추풍령면 지봉리 산31     |
| 상촌 중계소   | CH 47 | -     | 10W       | 충북 영동군 상촌면 돈대리 산105      |

### 라디오
충청북도 중·남부 지역과 세종시 일부, 대전시 일부 등을 가청권으로 하고 있다. 2라디오의 경우 우암산송신소만 있기 때문에 남부 3군 지역에서는 청주 2라디오의 수신이 곤란하다.
| KBS청주 제1라디오          | KBS청주 제1라디오 | KBS청주 제1라디오 | KBS청주 제1라디오 | KBS청주 제1라디오                    | KBS청주 제1라디오 |
| 송신소                     | 주파수            | 출력              | 호출부호          | 송신소 위치                          | 비고              |
| -------------------------- | ----------------- | ----------------- | ----------------- | ------------------------------------ | ----------------- |
| 청원 송신소                | AM 1062kHz        | 50kW              | HLKQ              | 충북 청주시 청원구 오창읍 가곡리 433 |                   |
| 우암산 송신소              | FM 89.3MHz        | 1kW               | HLKQ-SFM          | 충북 청주시 상당구 수동 산2-1        |                   |
| 금적산 중계소              | FM 89.3MHz        | 90W               | HLQW-SFM          | 충북 옥천군 안내면 오덕리 산1-1      |                   |
| 영동 중계소                | FM 88.3MHz        | 100W              | HLAY-SFM          | 충북 영동군 영동읍 주곡리 산32-3     |                   |
| KBS청주 제2라디오 (해피FM) |                   |                   |                   |                                      |                   |
| 송신소                     | 주파수            | 출력              | 호출부호          | 송신소 위치                          | 비고              |
| 우암산 송신소              | FM 90.9MHz        | 1kW               | HLAC-SFM          | 충북 청주시 상당구 수동 산2-1        |                   |
| KBS청주 음악FM             |                   |                   |                   |                                      |                   |
| 송신소                     | 주파수            | 출력              | 호출부호          | 송신소 위치                          |                   |
| 우암산 송신소              | FM 94.1MHz        | 1kW               | HLKQ-FM           | 충북 청주시 상당구 수동 산2-1        |                   |
| 금적산 중계소              | FM 94.1MHz        | 100W              | HLKQ-FM           | 충북 옥천군 안내면 오덕리 산1-1      |                   |

## 방송 송신 시설
※ KBS청주방송총국 사옥에서 전파를 송출하는 방송을 나타낸다.
| FM라디오 |              |          |       |           |
| 채널     | 방송국명     | 호출부호 | 출력  | 가시청권  |
| 105.1㎒  | EBS FM       | HLQL-FM  | 0.1㎾ | 청주 일대 |
| 107.5MHz | 청주국악방송 | HLEK-FM  | 1㎾   | 청주 일대 |

## 프로그램

### TV

#### 1TV

##### 방영 프로그램
- KBS 뉴스광장 충북
- KBS 뉴스 930 충북
- KBS 뉴스 7 충북
- KBS 뉴스 9 충북
- 전국을 달린다
- 생방송 지금 충북은
- 무대를 빌려드립니다
- 행복 충청전
- 지역소멸 극복 프로젝트 우리동네
- 다큐공작소

### 라디오

#### 1라디오

##### 방영 프로그램
- KBS 청주 9시 뉴스
- KBS 청주 정오 종합 뉴스
- KBS 청주 17시 뉴스
- KBS 청주 18시 뉴스
- 지용수의 투데이 충북 (2025년 1월 6일 개시)
- 생생충북

##### 종영 프로그램
- 라디오 충북시대
- 충청권 네트워크 (2012년 6월 29일자로 폐지)
- 시사투데이 (2024년 2월 2일자로 폐지)
- 이해수의 투데이 충북 (2025년 1월 3일자로 폐지)

#### 2라디오

##### 종영 프로그램
- 그대와 나의 FM
- 그대와 음악 사이
- 라디오스타 (2024년 2월 2일자로 폐지)
- 7시 음악카페 (2024년 11월 29일자로 폐지)

#### 1FM

##### 방영 프로그램
- 음악이 있는 곳에

##### 종영 프로그램
- FM 음악앨범
- 추억의 골든팝스
- 오후의 데이트

## 아나운서

### 아나운서보관됨2014-03-27 -웨이백 머신
| KBS청주 아나운서 보관됨 2014-03-27 - 웨이백 머신 | KBS청주 아나운서 보관됨 2014-03-27 - 웨이백 머신 | KBS청주 아나운서 보관됨 2014-03-27 - 웨이백 머신 | KBS청주 아나운서 보관됨 2014-03-27 - 웨이백 머신 | KBS청주 아나운서 보관됨 2014-03-27 - 웨이백 머신 |
| 입사연도                                         | 기수                                             | 남성                                             | 여성                                             |                                                  |
| ------------------------------------------------ | ------------------------------------------------ | ------------------------------------------------ | ------------------------------------------------ | ------------------------------------------------ |
| 1994년                                           | (20기)                                           |                                                  | 김윤혜                                           |                                                  |
| 2007년                                           | (33기)                                           |                                                  | 최인희                                           |                                                  |
| 2010년                                           | (36기)                                           | 이해수, 양문석                                   |                                                  |                                                  |
| 2014년                                           | (41기)                                           |                                                  | 백선일, 이지현                                   |                                                  |

### 전직 아나운서
남성
- 김홍식(현 퇴사)
- 엄태진(1985~2015, 정년 퇴임)
- 서기철(1987~1988, 전 KBS 서울본국)
- 허주 (1991~1992,아나운서부장, 전 KBS 서울본국)
- 김홍성(1995~1996, 현 KBS 서울본국)
- 원석현(1995~2002, 현 KBS 서울본국)
- 이영진(1996~2010, 현 퇴사)
- 박찬민(1998~2000, 전 SBS 아나운서, 현 방송인)
- 김선근(2022, 전 KBS 서울본국)
- 이진욱(현 퇴사)
- 윤진열(현 춘천MBC 아나운서)
- 김호성(현 정년 퇴임)
- 이형걸 전 청주방송총국장 (현 서울본국)

여성
- 김인숙(1953~1962, 퇴사)
- 범효준(1975~1988, 전 KBS 서울본국)
- 전옥수(1991~1997, 퇴사)
- 박경희(1993~1994,아나운서부장, 전 KBS 서울본국)
- 이규원(1997~1998, 전 KBS 서울본국)
- 변우영(1997~1998, 현 KBS 서울본국)
- 김경란(2001~2002, 현 방송인)
- 김지윤(2002~2003, 현 KBS 서울본국)
- 김윤지(2003~2004, 현 방송인)
- 박사임(2004~2005, 현 KBS 서울본국)
- 최연수(2004~2008, 현 KBS 대전총국)
- 이지연(2011~2012, 현 KBS 서울본국)
- 정지원(2012~2013, 현 KBS 서울본국)
- 이승현(2013~2014, 현 KBS 서울본국)
- 원순식(2005~2015, 전 퇴사)
- 임지수(2016~2017, 현 퇴사)
- 이승휘(2018~2019, 현 프리랜서)
- 배소빈(2019, 현 프리랜서)
- 박종화(2019~2021, 현 SK브로드밴드)
- 정수연(2021~2022, 현 프리랜서)
- 도승민(2022~2023, 현 전주방송 아나운서)

## 기상캐스터
- 이정은

## 기자
남성
- 권기현
- 지용수 보도국장
- 이규명
- 구병회
- 김영중
- 이만영
- 최일지
- 천춘환
- 함영구 취재부장
- 조진영
- 송근섭
- 정진규
- 송국회

여성
- 박미영
- 한성원
- 김선영
- 최선희 편집부장
- 민수아
- 이유진
- 이자현

## 조직
- 편성제작국

프로그램제작
아나운서
카메라
- 보도국

보도제작
영상취재
- 기술국

기술관리
제작기술
송출기술
- 총무국

행정, 재원관리(수신료)

## 인근의 타 방송사
- MBC충북 청주방송국
- CJB 청주방송
- 청주CBS
- BBS 청주불교방송
- TBN 충북교통방송